# Las Cogotas

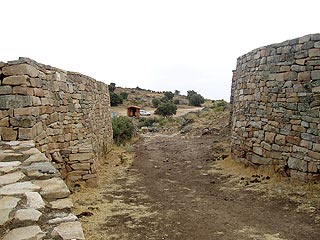
Castro de las Cogotas. Reconstrução da porta principal

Las Cogotas é o nome que se dá ao sítio arqueológico situado no município de Cardeñosa na província de Ávila, Espanha. 
Foi investigado por Juan Cabré nos anos vinte do século XX e é a principal referência dos vetões, um povo de cultura celta que habitou uma extensa zona que abarcava as actuais províncias de Ávila e Salamanca e parte de Toledo, Zamora, Cáceres, na Espanha, e Trás-os-Montes em Portugal no que se conhece como a Idade do Ferro.